# Salvaterra do Extremo
Salvaterra do Extremo era una freguesia portuguesa del municipio de Idanha-a-Nova, distrito de Castelo Branco.

## Localización
En la misma frontera con Portugal-España de la que la separa el río Eljas, llegando por esa parte este su término municipal hasta dicho río, y encontrándose al otro lado de la frontera Zarza la Mayor.

## Historia
Es una villa de gran antigüedad. Sede de concejo entre los años 1229 y 1855, con rango superior administrativo sobre las freguesias de Monfortinho y la propia Salvaterra.
Tras las reformas administrativas acaecidas con la implantación del liberalismo, se le anexionaron las freguesias de Penha Garcia, Rosmaninhal, Segura y Zebreira. En cambio perdió la de Monfortinho, que paso en esa misma época a pertenecer al municipio de Idanha-a-Nova.
Fue suprimida el 28 de enero de 2013, en aplicación de una resolución de la Asamblea de la República portuguesa promulgada el 16 de enero de 2013 al unirse con la freguesia de Monfortinho, formando la nueva freguesia de Monfortinho e Salvaterra do Extremo.